# Thiaroye-Massaker

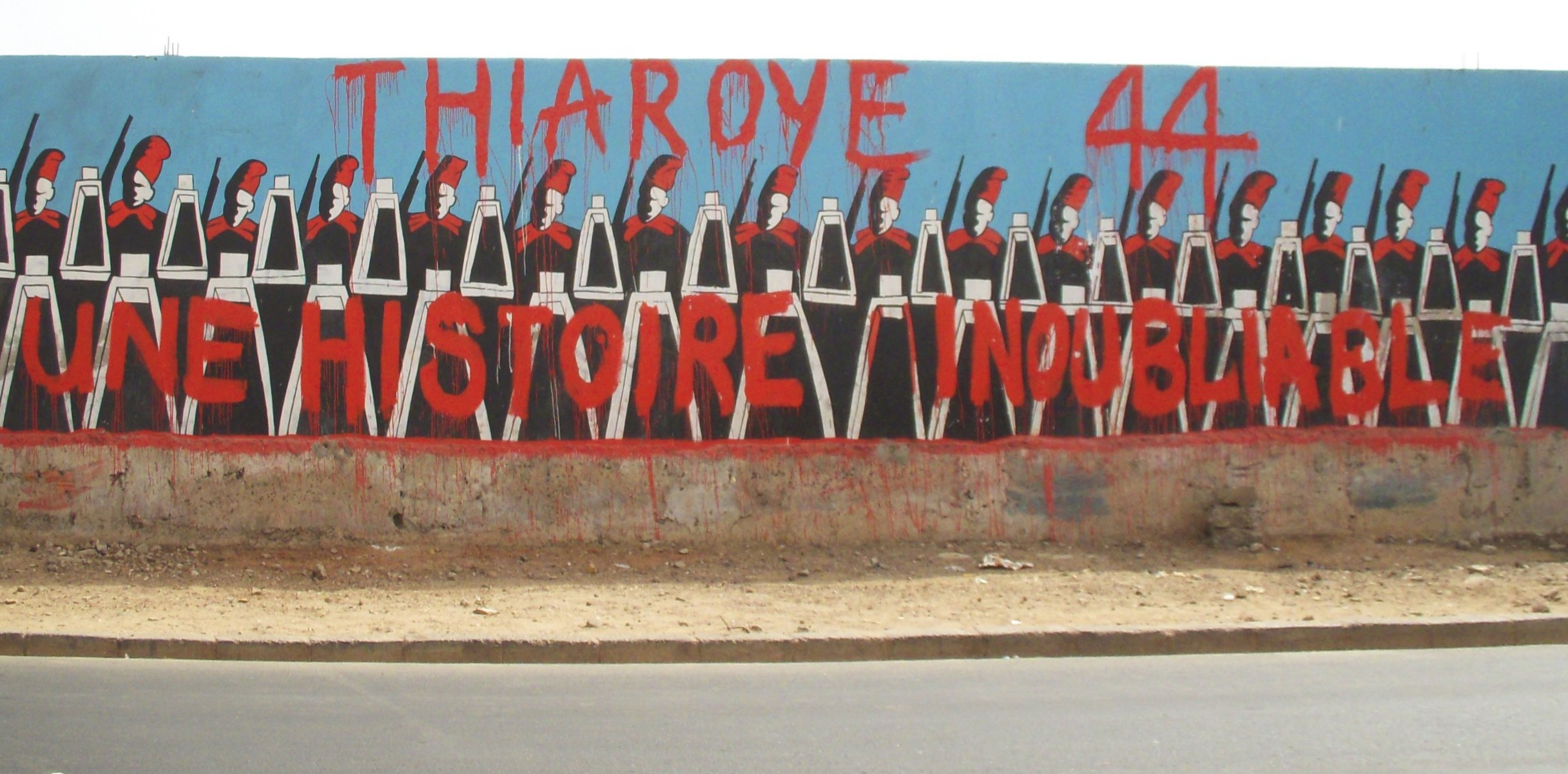
Wandmalerei zur Erinnerung an das Thiaroye-Massaker in Dakar, Senegal: Une histoire inoubliable

Das Thiaroye-Massaker wurde am 1. Dezember 1944 im Militärstützpunkt Camp de Thiaroye durch französische Kolonialtruppen an Tirailleurs sénégalais verübt. Der Stützpunkt, damals weit außerhalb von Dakar, liegt infolge der fortschreitenden Urbanisation der Cap-Vert-Halbinsel nunmehr inmitten der dichten großstädtischen Bebauung der Millionenmetropole Pikine und ist Teil des Stadtbezirks Thiaroye Gare.

## Ablauf
Am 21. November 1944 wurden etwa 1300 der Tirailleurs sénégalais nach ihrem Einsatz während des Zweiten Weltkriegs in Europa in den Senegal zurückgebracht und fanden Aufnahme im Camp de Thiaroye nordöstlich von Dakar; ein großer Teil dieser Soldaten war zuvor aus deutschen Kriegsgefangenenlagern im besetzten Frankreich befreit worden.
Korrupte und rassistische Kolonialbeamte verweigerten den senegalesischen Soldaten allerdings nicht nur gute Lebensbedingungen im Lager und auch zuvor zugesagte Entschädigungen für ihren Militärdienst, sondern die Soldaten konnten darüber hinaus ihre französischen Francs nur zur Hälfte des damaligen offiziellen Wechselkurses in Franc CFA wechseln (der offizielle Wechselkurs betrug damals 2 französischen Francs = 1 Franc CFA).
Als die Lagerinsassen schließlich aufgrund dieser schlechten Bedingungen revoltierten, schossen herbeigerufene Soldaten auf die Aufständischen und töteten nach unterschiedlichen Quellen zwischen 70 und 400 Menschen. Frankreich hat im November 2014 die Zahl von mindestens 70 Toten anerkannt, nachdem es lange nur die Zahl von 35 Toten akzeptiert hat. Historiker wie Armelle Mabon gehen von Opferzahlen im Bereich von 300 bis 400 aus.

## Folgen
Im März 1945 wurden 34 sogenannte Rädelsführer zu Haftstrafen zwischen einem und zehn Jahren verurteilt. Von ihnen verstarben fünf in der Haft. Die noch verbliebenen Inhaftierten wurden aufgrund zunehmenden öffentlichen Drucks im März 1947 während eines Besuchs des neuen französischen Präsidenten Vincent Auriol amnestiert. In ihre alten Rechte wurden sie jedoch nicht wieder eingesetzt und erhielten weder Haftentschädigungen noch die ihnen zustehenden Pensionen.
Die Kunde über die Ereignisse hatte sich in Afrika schnell verbreitet. Die Geschehnisse wurden im Film Camp de Thiaroye des senegalesischen Schriftstellers und Kriegsteilnehmers Ousmane Sembène dargestellt.
Im Jahr 2004 wurde der 23. August in Senegal als journée du tirailleur zum nationalen Gedenktag ausgerufen. Am Vortag hatte Staatspräsident Abdoulaye Wade auf dem Friedhof von Camp Thiaroye einen Kranz niedergelegt und ihn zum „Nationalfriedhof“ erklärt. Am 1. Dezember 2014 enthüllte Staatspräsident Macky Sall an diesem Ort im Beisein von François Hollande ein Denkmal für die Opfer von 1944. Der französische Staatspräsident bezeichnete aus diesem Anlass die Ereignisse von 1944 als „simplement épouvantables, insupportables“ (einfach entsetzlich, unerträglich).